# Tettenwang
Tettenwang je místní část městysu Altmannstein v zemském okrese Eichstätt. Tato vesnice má 430 obyvatel.

## Geografie
Obec leží v mírných kopcovitých návrších zde začínající Franské Alby. Široké roviny dunajského údolí se nacházejí asi 10 kilometrů jižně od vesnice.
Vzdálenost od velkých měst: Řezno se nachází ve východním směru cca 45 km, Ingolstadt leží na západě asi 30 km vzdálen a Mnichov je asi 100 km jižním směrem.

## Historie
V roce 1060 je Tettenwang poprvé zmíněn v listině jako "Toitenwank". V roce 1403 je zmiňován "Albric der Smid gesezzen zu Totenbank." Tettenwang byl původně filiálkou farnosti Schambach, ale již v roce 1433 měl vlastního kaplana. Během třicetileté války byla ves zpustošena, pole ležela ladem a byla zalesněna. Od roku 1677 byla obnovována. V roce 1810 zničil velký požár 18 domů a v roce 1847 dalších 17 nemovitostí.
V roce 1600 byla tulácká rodina Pämbů, zvaná "Die Pappenheimer", zatčena správcem Altmannsteinu a jeho pomocníky v "Detenwangu", kde zavraždili obchodníka s koňmi a zakopali ho ve stodole, a později převezena do Mnichova k odsouzení za celou sérii loupežných vražd, kde byli také popraveni za čarodějnictví.
V novém Bavorském království (1806) se obec Tettenwang (vlastní farní vesnice a osada Ziegelstadel, dohromady 1040 hektarů) stala příslušnou k okresnímu soudu a nájemnímu úřadu (a později okresu) Riedenburg. V roce 1806 byl dán do dražby "celý majetek" dlužníka "z horské vesnice Tettenwang", "sestávající z nově postaveného, velmi čistě vyrobeného domu, se skutečným panským právem, hospodářským dvorem, pecí, ⅜ akrů velké, dobře rozvržené, pěkné zahrady, spolu s altánem, třemi dobře zachovalými smrkovými a jedním bukovým lesním společenstvem o velikosti 5 akrů, spolu s veškerým vybavením domu, dále několik stříbrných přezek na kalhoty a boty, pánské a dámské šaty, vázané růžence, kanape, křesla, komodu, stříbrné náhrdelníky a krajky, lžíce, hodiny, porcelánové talíře a mísy, kuchyňské náčiní, klavír, housle, flautu, klarinet, dvojpostel."
Kolem roku 1830 měla farní vesnice 49 domů a navíc Ziegelstadel. V roce 1838 uvádějí matriky regensburské diecéze pro tuto farnost: Tettenwang 50 domů s 271 obyvateli, samota Leißmühle jeden dům se sedmi obyvateli, samota Simmersberg nebo Bruckhof jeden dům s deseti obyvateli a samota Ziegelhütte (= Ziegelstadel) jeden dům se 14 obyvateli. Kromě toho zde v letech 1733-1763 vzniklo bratrstvo svatého Antonína.

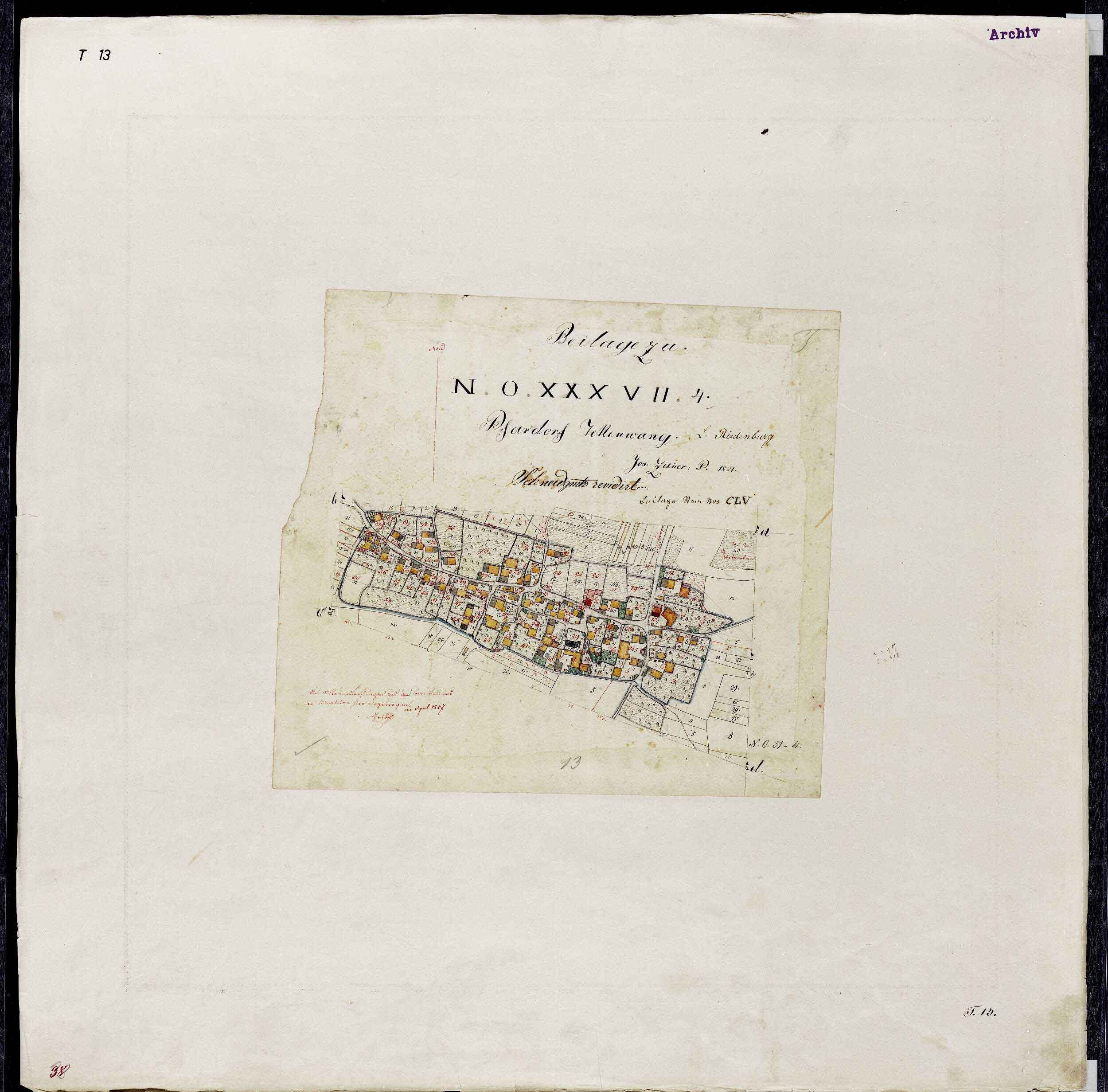
Plán Tettenwangu z roku 1821

V roce 1866 měla katolická chlapecká a dívčí škola v Tettenwangu 96 žáků, k tomu se ještě hlásili žáci z Bruckhofu, Ziegelhütte (= Ziegelstadel), Laimerstadtu a Leistmühle. Učitel byl zároveň kantorem, varhaníkem, kostelníkem a farním úředníkem. Obecní školní budova, "vzdálená 150 kroků od středu obce", byla postavena v roce 1862. Kromě bytu ve školní budově měl učitel k dispozici "1 stáj pro 3 kusy dobytka, 2 chlévy, 1 stodolu, 1 pec, 1 malý dvůr s čerpací studnou, 1 malou školní zahradu v domovní zahradě vedle hospodářských budov." Pro rok 1873 je v Tettenwangu zaznamenáno 59 hospodářství se 43 koňmi, 293 kusy dobytka, z toho 152 krav, 64 ovcemi, 158 prasaty, 3 kozami, 43 úly.
1. května 1978 byla obec Tettenwang v rámci územní reformy, která zrušila hornofalcký okres Riedenburg, připojena k městu Altmannstein v hornobavorském, dříve středofranském okrese Eichstätt.
Roku 1984 byl na návsi objeven siderit.

## Kostel
Raněgotický farní kostel sv. Bartoloměje byl v roce 1770 z části přestavěn a roku 1951 zrenovován. Hlavní oltář a dva boční oltáře pocházejí z počátku 18. století (boční oltáře byly později vyměněny). Na levém bočním oltáři je zobrazena svatá Anna z počátku 16. století. Kolem roku 1908 byl v kupolové věži zavěšen zvon od Ursuse Laubschera z Ingolstadtu z roku 1688. Farnost patří do Diecéze řezenské.

## Vznik názvu
Název Tettenwang je odvozen od slova „Toitenwank“. Jeden z výkladů názvu místa říká, že se jednalo o osadu na pohřebišti.

## Obyvatelstvo
V roce 1868 měla obec Tettenwang 307 obyvatel. Obec byla rozdělena do místních částí Tettenwang (262 obyvatel, 94 domů, kostel a škola), Althexenagger (Sauhof) (14 obyvatel, 4 domy), Bruckhof (5 obyvatel, 4 domy, kostel), Hanfstinglmühle (8 obyvatel, 3 domy) a Ziegelstadel (7 obyvatel, 3 domy). V roce 1939 žilo v obci 328 obyvatel, v roce 1946 492, v roce 1955 345, v roce 1966 333, v roce 1968 315 a v roce 1983 359 obyvatel. Vrchol v roce 1946 byl způsoben dočasným přílivem vysídlených Němců; ti se brzy vystěhovali do městských aglomerací, například do Mnichova. V současné době se počet obyvatel pohybuje okolo 430.

## Hospodářská činnost
Obec je výrazně ovlivněna místním zemědělstvím a lesnictvím. Významné je pěstování chmele. Kolem roku 1980 zde bylo 18 zemědělských podniků na plný a 16 na částečný úvazek, dva maloobchody, dva řemeslné podniky, dva hostince, jeden rekreační dům, pálenice dřevěného vápna, která vyráběla speciální vápno pro renovaci kostelů.